# دل سگ (فیلم ۱۹۸۸)
«دل سگ» (روسی: Собачье сердце) فیلمی در ژانر علمی–تخیلی است که در سال ۱۹۸۸ منتشر شد.